# Vallée De Larmes
A Vallée De Larmes egy 1993-as elektronikus tánczenei kislemez a német Scooter együttestől, egyben a Scooter legelső száma. Valójában a René et Gaston nevű formáció minimális mértékben módosított, ugyanezt a címet viselő dala. A teljes értékű feldolgozásra jogi problémák miatt volt szükség. A kislemez azonban meglepően jól teljesített: a nyolcadik helyig jutott a német listán. Sokáig nem ismerték el hivatalosan is saját szerzeményként, ezért sem a statisztikákban, sem a hivatalos diszkográfiában nem szerepelt, az újabb válogatáslemezekre azonban rendre felkerül.
Különlegessége, hogy voltaképpen a Scooter ebből a számból eredezteti a nevét (előtte következetesen a "The Loop!" nevet használták), ugyanis a szám dallam rendkívüli mértékben emlékeztette őket a vidámparkok világára, németül pedig a vidámparki dodzsemet "Autoscooter"-nek hívják. A kislemez ma már ritkaságnak számít.

## Számok listája
1. Vallée De Larmes – 03:31
2. Vallée De Larmes (Per Capella Version) – 03:47
3. Vallée De Larmes (Re-incarnation By The Loop! Mix) – 04:35
4. Cosmos – 06:08

## Érdekességek
- A kislemezen szereplő B oldal, a "Cosmos", később megjelent az …And the Beat Goes On! nagylemezen is, azonban az itteni változat még tisztán instrumentális.

## Más változatok
Az 1998-as No Time to Chill limitált kiadásának második lemezén Axel Coon remixe található, a 2014-es The Fifth Chapter második lemezén pedig (de csak azok, akik iTunes Store-on keresztül vásárolták meg azt) egy Lissat & Voltaxx-remix hallható.